# Done with Mirrors
| Recensione                        | Giudizio    |
| --------------------------------- | ----------- |
| AllMusic                          | [ 2 ]       |
| Robert Christgau                  | B+          |
| The New Rolling Stone Album Guide | [ 4 ]       |
| Sputnikmusic                      | 3.5 (Great) |
| Piero Scaruffi                    | [ 6 ]       |
| Ondarock                          | [ 7 ]       |
| Dizionario del Pop-Rock           | [ 8 ]       |
| 24.000 dischi                     | [ 9 ]       |

Done with Mirrors è l'ottavo album in studio degli Aerosmith, uscito nell'ottobre del 1985 , il loro primo Lp pubblicato per l'Etichetta Geffen Records.

## Il disco
Questo è l'album della reunion della band che torna alla line-up storica con Perry e Whitford alle chitarre. La canzone che apre l'album, Let the Music Do the Talking, faceva parte del primo album del The Joe Perry Project che si intitolava appunto Let the Music Do the Talking. La canzone fu riarrangiata nelle musiche e nei testi e fu il singolo di maggior successo dell'album raggiungendo il 18º posto nella US Mainstream Rock Tracks.

## La copertina
Originariamente la copertina aveva la scritta girata al contrario e poteva essere letta solo con uno specchio. Successivamente la scritta fu girata in modo da poter essere letta normalmente. Nella prima edizione anche i testi nel libretto erano scritti tutti al contrario.

## Tracce

### LP
Lato A
Testi e musiche di Aerosmith.
1. Let the Music Do the Talking – 3:44
2. My Fist Your Face – 4:21
3. Shame on You – 3:38
4. The Reason a Dog – 4:11

Lato B
Testi e musiche di Aerosmith.
1. Shela – 4:32
2. Gypsy Boots – 4:13
3. She's on Fire – 3:44
4. The Hop – 3:39

### CD
Edizione CD del 1985, pubblicato dalla Geffen Records (9 24091-2)
Testi e musiche di Aerosmith.
1. Let the Music Do the Talking – 3:44
2. My Fist Your Face – 4:21
3. Shame on You – 3:38
4. The Reason a Dog – 4:11
5. Shela – 4:32
6. Gypsy Boots – 4:13
7. She's on Fire – 3:44
8. The Hop – 3:39
9. Darkness – 3:45 – Traccia bonus

## Formazione
- Steven Tyler - voce solista, piano, armonica
- Joe Perry - chitarre, accompagnamento vocale-cori
- Brad Whitford - chitarre
- Tom Hamilton - basso
- Joey Kramer - batteria

Note aggiuntive
- Ted Templeman - produttore
- Joan Parker - coordinatrice alla produzione
- Registrazioni effettuate al Fantasy Recording di Berkeley, California
- Registrazioni (e mixing) aggiunte effettuate al The Power Station, New York City, New York ed al Can-Am Recorders di Tarzana, California
- Jeff Hendrickson - ingegnere delle registrazioni e del mixaggio
- Tom Size, Garry Rindfuss e Stan Katayama - secondi ingegneri delle registrazioni
- Jeffrey Kent Ayeroff - progetto design copertina album
- Norman Moore - art direction, design album
- Jim Shea - fotografia[11]

## Classifica
Album
| Anno | Classifica    | Posizione raggiunta |
| ---- | ------------- | ------------------- |
| 1985 | Billboard 200 | 36                  |

Singoli
| Anno | Titolo del brano             | Classifica            | Posizione raggiunta |
| ---- | ---------------------------- | --------------------- | ------------------- |
| 1985 | Let the Music Do the Talking | Mainstream Rock Songs | 18                  |